# Mistrzostwa Europy w Wioślarstwie 2007 – dwójka podwójna mężczyzn
Dwójka podwójna mężczyzn (M2x) – konkurencja rozgrywana podczas Mistrzostw Europy w Wioślarstwie 2007 w Poznaniu między 21 a 23 września.

## Terminarz
| Data             |            |
| ---------------- | ---------- |
| 21 września 2007 | Eliminacje |
| 22 września 2007 | Repasaż    |
| 23 września 2007 | Finał B    |
| 23 września 2007 | Finał A    |

## Wyniki

### Eliminacje
Najlepsza para z każdego biegu awansowała do półfinału. Pozostałe dwójki automatycznie zostały zakwalifikowane do repasaży.

#### Bieg 1
| Pozycja | Zawodnik                                    | Kraj     | Czas    | Uwagi |
| ------- | ------------------------------------------- | -------- | ------- | ----- |
| 1.      | Michał Słoma Marcin Brzeziński              | Polska   | 6:33,15 | Q     |
| 2.      | Joanis Tsamis Janis Christu                 | Grecja   | 6:34,93 |       |
| 3.      | Lorenzo Bertini Daniele Gilardoni           | Włochy   | 6:36,26 |       |
| 4.      | Witalij Krywenko Hennadij Zacharczenko      | Ukraina  | 6:47,74 |       |
| 5.      | Peter Lejko Ľuboš Podstupka                 | Słowacja | 6:54,73 |       |
| 6.      | Knut Bjørdal Hans-Gunnar Grepperud Eikeland | Norwegia | 6:56,28 |       |

#### Bieg 2
| Pozycja | Zawodnik                             | Kraj      | Czas    | Uwagi |
| ------- | ------------------------------------ | --------- | ------- | ----- |
| 1.      | Eric Knittel Tim Bartels             | Niemcy    | 6:29,14 | Q     |
| 2.      | Nikołaj Spiniew Siergiej Fiodorowcew | Rosja     | 6:35,16 |       |
| 3.      | Mario Vekić Hrvoje Jurina            | Chorwacja | 6:39,00 |       |
| 4.      | Bernhard Garn Stefan Schwarz         | Austria   | 6:43,7  |       |
| 5.      | Jes Struck Kristian Østergaard       | Dania     | 6:43,98 |       |
| 6.      | Kristaps Bokums Jānis Timofejevs     | Łotwa     | 6:45,21 |       |

### Repasaże
Do finału awansowały dwie najlepsze osady z każdego repasażu. Pozostałe dwójki wzięły udział w finale B.

#### Repasaż 1
| Pozycja | Zawodnik                                    | Kraj      | Czas    | Uwagi |
| ------- | ------------------------------------------- | --------- | ------- | ----- |
| 1.      | Joanis Tsamis Janis Christu                 | Grecja    | 6:34,16 | Q     |
| 2.      | Mario Vekić Hrvoje Jurina                   | Chorwacja | 6:34,33 | Q     |
| 3.      | Peter Lejko Ľuboš Podstupka                 | Słowacja  | 6:46,21 |       |
| 4.      | Bernhard Garn Stefan Schwarz                | Austria   | 6:46,91 |       |
| 5.      | Knut Bjørdal Hans-Gunnar Grepperud Eikeland | Norwegia  | 6:48,78 |       |

#### Repasaż 2
| Pozycja | Zawodnik                               | Kraj    | Czas    | Uwagi |
| ------- | -------------------------------------- | ------- | ------- | ----- |
| 1.      | Nikołaj Spiniew Siergiej Fiodorowcew   | Rosja   | 6:32,06 | Q     |
| 2.      | Lorenzo Bertini Daniele Gilardoni      | Włochy  | 6:32,71 | Q     |
| 3.      | Witalij Krywenko Hennadij Zacharczenko | Ukraina | 6:36,95 |       |
| 4.      | Kristaps Bokums Jānis Timofejevs       | Łotwa   | 6:42,84 |       |
| 5.      | Jes Struck Kristian Østergaard         | Dania   | 6:47,82 |       |

### Finały

#### Finał B
| Pozycja | Zawodnik                                    | Kraj     | Czas    |
| ------- | ------------------------------------------- | -------- | ------- |
| 1.      | Witalij Krywenko Hennadij Zacharczenko      | Ukraina  | 6:41,49 |
| 2.      | Peter Lejko Ľuboš Podstupka                 | Słowacja | 6:41,83 |
| 3.      | Bernhard Garn Stefan Schwarz                | Austria  | 6:44,93 |
| 4.      | Kristaps Bokums Jānis Timofejevs            | Łotwa    | 6:46,35 |
| 5.      | Jes Struck Kristian Østergaard              | Dania    | 6:48,35 |
| 6.      | Knut Bjørdal Hans-Gunnar Grepperud Eikeland | Norwegia | 6:49,54 |

#### Finał A
| Pozycja | Zawodnik                             | Kraj      | Czas    | Uwagi  |
| ------- | ------------------------------------ | --------- | ------- | ------ |
| 1.      | Joanis Tsamis Janis Christu          | Grecja    | 6:28,78 | złoto  |
| 2.      | Mario Vekić Hrvoje Jurina            | Chorwacja | 6:30,25 | srebro |
| 3.      | Eric Knittel Tim Bartels             | Niemcy    | 6:30,70 | brąz   |
| 4.      | Michał Słoma Marcin Brzeziński       | Polska    | 6:31,52 |        |
| 5.      | Lorenzo Bertini Daniele Gilardoni    | Włochy    | 6:32,32 |        |
| 6.      | Nikołaj Spiniew Siergiej Fiodorowcew | Rosja     | 6:35,29 |        |